# Стефан II (Бавария)
Вижте пояснителната страница за други личности с името Стефан II.
Стефан II Баварски (на немски: Stephan II von Bayern, Stephan mit der Hafte; * 1319; † май 1375, Ландсхут или Мюнхен) е херцог на херцогство Бавария от 1347 г.

## Произход
Той е вторият син на император Лудвиг IV Баварски и първата му съпруга Беатрикс от Силезия-Глогау от династията на Вителсбахите, дъщеря на Хенрих III, херцог на Силезия и Глогау и Матилда фон Брауншвайг-Люнебург).

## Управление
По време на управлението на баща му Стефан е господар на Швабия и Елзас.
През 1347 г., след смъртта на баща му, Стефан и неговите петима братя стават херцози на обединената от декември 1340 г. Бавария. Освен това братята държат също Маркграфство Бранденбург, Графство Тирол, също така нидерландските графства Холандия, Зеландия и Хенегау.
Две години след смъртта на Лудвиг IV Баварски, вителсбахските земи са разделени в Ландсбергския договор между синовете му. Стефан II управлява първо 1349 – 1353 заедно с неговите двама полубратя Вилхелм I и Албрехт I в Щраубинг-Холандия и Баварско-Ландсхутското херцогство; след Регенсбургския договор през 1353 г. само в Долна Бавария-Ландсхут. През 1369 г. загубва Тирол от Хабсбургите.
През 1368 г. Стефан оправя реда на важното за Бавария производство на сол в Райхенхал. За сигурността по пътищата и в страната Стефан II издава писмо със закони през 1374 г.
След временното примирие на Вителсбахите с Карл IV, император на Свещената Римска империя, който накрая признава всички владения на Вителсбахите, Стефан II приема участие в похода на Карл в Италия през 1354 г. Скоро Златната була 1356 предизвиква нов конфликт, тъй като само Пфалцката линия на Вителсбахите и неговият брат Лудвиг VI получават курфюрстки статус. Стефан II е последния син на император Лудовиг IV, който е освободен от отлъчване през 1362 година.
Когато херцог Майнхард III, син на неговия по-голям брат Лудвиг V Бранденбургски, умира в 1363 г., на Стефан II се отдава да установи контрол над Горна Бавария и нахлува в Графство Тирол. Но впоследствие, през 1369 г., баварският херцог се отказва от претенцията си за Тирол в обмен на голям откуп. Така Стефан II се лишава от Бранденбург.

## Смърт и наследство
Стефан II умира на 56-годишна възраст. Погребан е в църквата „Фрауенкирхе“ в Мюнхен. След неговата смърт тримата му сина управляват първо заедно, а по-късно разделят територията на Стефан на Бавария-Мюнхен, Бавария-Ландсхут и Бавария-Инголщат. Те не успяват да си върнат обратно Тирол.
- Територията на Стефан II 
през 1375 г.
- Четирите частични баварски херцогства след подялбата на страната от 1392 г.

## Семейство
1-ви брак: на 27 юни 1328 г. в Мюнхен с Елизабета Сицилийска (1309 – 1349), дъщеря на Федериго VI, крал на Сицилия. С нея има трима сина и дъщеря:
- Стефан III (* 1337; † 25 септември 1413, манастир Нидершьоненфелд), херцог на Бавария и след подялбата на земята от 1392 г. херцог на Бавария-Инголщат;
- Фридрих (* 1339; † 4 декември 1393), херцог на Бавария от 1375 до 1392 г.; херцог на Бавария-Ландсхут след подялбата на земите от 1392 г. до смъртта си;
- Йохан II (* 1341; † между 14 юни и 17 юли 1397), от 1375 до 1392 г. херцог на Бавария; след подялбата на земите от 1392 г. до смъртта си херцог на Бавария-Мюнхен със столица Мюнхен;
- Агнес, която се омъжва за Якоб I (крал на Кипър, Йерусалим и Армения 1382 – 1398).

2-ри брак: се жени на 14 февруари 1359 г. в Ландсхут с бургграфиня Маргарете фон Нюрнберг (1333 – 1377), дъщеря на Йохан II бургграф на Нюрнберг от Хоенцолерните. С нея няма деца.